# Evolution (Blood on the Dance Floor)
Evolution è il quinto album in studio del gruppo musicale statunitense Blood on the Dance Floor, pubblicato nel 2012.

## Tracce
1. Rise & Shine (featuring Deuce) – 3:36
2. Unforgiven – 3:39
3. The Law of Love – 1:26
4. Frankenstein + the Bride (featuring Haley Rose) – 3:39
5. Fantasyland – 2:56
6. Revenge Porn! – 3:45
7. Mercy (featuring Amelia Arsenic) – 3:27
8. Hollywood Tragedy (featuring Shawn Brandon) – 3:41
9. Rampage of Love – 1:08
10. The Last Dance – 3:28
11. Incomplete and All Alone (featuring Joel Madden) – 3:48
12. Deja Vu – 3:36
13. You Are the Heart – 3:44
14. The Right to Love! – 4:08
15. Loveotomy – 3:30
16. Mother Earth – 1:12
17. Love Conquers All (featuring Elena Vladi) – 3:51
18. Love Is the Message – 1:12